# Ahora dice
«Ahora Dice» (с исп. — «Теперь говорит») — песня пуэрто-риканского исполнителя Криса Джедая, записанная при участии Arcángel, J Balvin и Осуны. Премьера состоялась 17 марта 2017 года. Два дня спустя, 19 марта, было опубликовано официальное музыкальное видео (по состоянию на март 2019 года ролик набрал более одного миллиарда просмотров).
11 февраля 2018 года вышел ремикс на песню, записанный при участии Anuel AA, Карди Би и Offset.

## Чарты

### Еженедельные чарты
| Чарт (2017)                               | Пиковая позиция |
| ----------------------------------------- | --------------- |
| Доминиканская Республика (Monitor Latino) | 18              |
| Парагвай (Monitor Latino)                 | 14              |
| США (Billboard Bubbling Under Hot 100)    | 5               |
| США (Billboard Hot Latin Songs)           | 7               |

### Годовые чарты
| Чарт (2017)        | Позиция |
| ------------------ | ------- |
| Мексика (AMPROFON) | 8       |

## Сертификации и продажи
| Регион                                                                      | Сертификация | Продажи               |         |
| --------------------------------------------------------------------------- | ------------ | --------------------- | ------- |
|                                                                             | США (RIAA)   | 2× Платиновый (Latin) | 120 000 |
| Данные о продажах + прослушиваниях приведены только на основе сертификации. |              |                       |         |